# Sax-Hällsjön
Sax-Hällsjön är en sjö i Ånge kommun i Medelpad och ingår i Ljungans huvudavrinningsområde. Sjön har en area på 0,134 kvadratkilometer och ligger 416 meter över havet. Sjön avvattnas av vattendraget Fanbyån (Palsjöån).

## Delavrinningsområde
Sax-Hällsjön ingår i det delavrinningsområde (691069-152533) som SMHI kallar för Utloppet av Sax-Hällsjön. Medelhöjden är 443 meter över havet och ytan är 3,13 kvadratkilometer. Det finns inga avrinningsområden uppströms utan avrinningsområdet är högsta punkten. Fanbyån (Palsjöån) som avvattnar avrinningsområdet har biflödesordning 2, vilket innebär att vattnet flödar genom totalt 2 vattendrag innan det når havet efter 103 kilometer. Avrinningsområdet består mestadels av skog (83 procent). Avrinningsområdet har 0,14 kvadratkilometer vattenytor vilket ger det en sjöprocent på 4,3 procent.